# Fristet (sæson 1)
Den første sæson af reality tv-serien Fristet - hvor langt vil du gå? blev sendt på TV3 i 2011.
- Land: Tyrkiet
- Vært: Adam Duvå Hall
- Vinder: Joachim Kiilerich Selnæs (300.000 kr.)
- Finalister: Sogol Shahpar (0 kr.) og Irina Babenko (0 kr.)
- Udstemte (Ikke finalister, men deltagere som stadig medvirker i finalen): Kasper Johansen, Andreas Alzate Hviid, Nadia Johansen, Burak Tarhan
- Vindere af mindre beløb: Andreas Roest Ellegaard (20.000 kr.), Daniel Esbersen (10.000 kr.), Marc Dreier (2.550 kr.), Lasse Olsen (25.000+), Nadia Johansen (25.000 kr.), Andreas Alzate Hviid (50.000 kr.) og Nellie Jane Darling (75.000 kr.)

- Antal afsnit: 48
- Antal deltagere: 22
- Vinderholdet: Sort hold
- Sort holds pulje: 350.000 kr.
- Rødt holds pulje: 333.000 kr.

## Deltagerne
| Hold | Navn                     | Alder | Fra       | Flyttet ind      | Flyttet ud     |
| ---- | ------------------------ | ----- | --------- | ---------------- | -------------- |
|      | Joachim Kiilerich Selnæs | 23    | København | Ep 5             | VINDER         |
|      | Sogol Shahpar            | 20    | København | Ep 1             | Finalen        |
|      | Irina Babenko            | 23    | Nivå      | Ep 1, Ep 41      | Ep 24, Finalen |
|      | Kasper Johansen          | 22    | Hvidovre  | Ep 1, (Udstemt)  | Ep 47          |
|      | Andreas Alzate Hviid     | 26    | Viborg    | Ep 1, (Udstemt)  | Ep 47          |
|      | Nadia Johansen           |       |           | Ep 1, (Udstemt)  | Ep 46          |
|      | Burak Tarhan             |       |           | Ep 37, (Udstemt) | Ep 45          |
|      | Britt Heyde              |       |           | Ep 33, (Udstemt) | Ep 44          |
|      | Sy Lee                   | 24    | Odense    | Ep 1, (Udstemt)  | Ep 44          |
|      | Simon Esbersen           | 21    | Horsens   | Ep 9, (Udstemt)  | Ep 44          |
|      | Nellie Jane Darling      | 20    | København | Ep 13, (Udstemt) | Ep 44          |
|      | Christian Lindholt       |       |           | Ep 33, (Udstemt) | Ep 40          |
|      | Alexandra Herbert        |       |           | Ep 29            | Ep 36          |
|      | Maria Rose Löve Haaning  | 21    | Roskilde  | Ep 1, Ep 17      | Ep 4, Ep 32    |
|      | Marc Dreier              | 22    | Rødding   | Ep 21            | Ep 32          |
|      | Lasse Olsen              | 24    | Taastrup  | Ep 29            | Ep 31          |
|      | Gaëlle La Fontaine       | 20    | Nyborg    | Ep 25            | Ep 28          |
|      | Irene Bach Jørgensen     | 24    | København | Ep 1             | Ep 20          |
|      | Sofie Baxter Terkildsen  | 19    | Aarhus    | Ep 1             | Ep 16          |
|      | Rune Winther Borup       | 27    | København | Ep 1             | Ep 12          |
|      | Daniel Esbersen          | 23    | Odder     | Ep 9             | Ep 11          |
|      | Andreas Roest Ellegaard  | 18    | Haderslev | Ep 1             | Ep 8           |